# Gianluca Caramanna
Gianluca Caramanna (Flörsheim am Main, 25 luglio 1975) è un politico italiano.

## Biografia
Laureato in economia del turismo, è stato manager di varie catene alberghiere, tra cui il gruppo Hotel Domus.
Inizia a far politica al Liceo Righi di Roma dove viene eletto consigliere di istituto. Consigliere di facoltà all’Università con Fare Fronte è eletto con il Popolo delle Libertà al Primo Municipio di Roma dal 2008 al 2013 e con Fratelli d’Italia dal 2016 al 2021 dove ricopre l’incarico di membro della commissione commercio . Dal 2013 è responsabile del Dipartimento Turismo di Fratelli d’Italia.
Alle elezioni politiche del 2022 viene eletto deputato per Fratelli d'Italia nel collegio plurinominale Sicilia 1 - 01. È attualmente capogruppo di FdI in Commissione X e membro della Commissione di Vigilanza Rai. Dal novembre 2022 è Consigliere del Ministro del Turismo per i rapporti istituzionali.